# 卡杜素
卡杜素 1994年12月13日— ，葡萄牙名David Rui de Kong Cardoso，又译大衛賈多素，戴维-卡多佐，江大衛。是一名澳门职业足球运动员，曾效力于清萊聯足球會，司职防守型中场。出生於澳門，父母都是葡萄牙人，母方有華人血統。2010年起往葡萄牙發展，効力過不少青年軍及低組別球會，包括賓菲加U19、馬夫拉 (CD Mafra) 及洛里什 (GS Loures) 。

## 俱乐部生涯
2017年1月28日，在2016-17赛季联赛对阵科瓦达皮埃达德的比赛中首次代表布拉加B队出场。
2019年1月31日，波尔多宣布与他签下一份为期2.5年的合同。

## 国际生涯
他可以代表澳门队出战，但还没有得到澳门足球代表队的征召。